# Gianni e Pinotto e l'assassino misterioso
Gianni e Pinotto e l'assassino misterioso (Abbott and Costello Meet the Killer, Boris Karloff) è un film del 1949 diretto da Charles Barton e interpretato da Bud Abbott e Lou Costello, meglio noti in Italia come Gianni e Pinotto.

## Trama
Nell'albergo dove lavorano Casey come interprete e Freddy come facchino arriva Strickland, che fa licenziare il secondo perché troppo maldestro. Questo lo minaccia davanti a testimoni, ma era solo un attimo di ira e quando gli va a chiedere scusa in camera lo trova morto. L'ispettore e il sergente sospettano di lui e dei mandati dall'assassino gli fanno firmare una lettera di confessione ed egli è così stupido da non capirlo, poi vogliono ucciderlo. Non ci riescono subito, intanto però l'assassino continua ad uccidere e mette i cadaveri nella camera di Freddy per incastrarlo. Con Casey nasconde i cadaveri. L'ispettore, il sergente e Casey scoprono che era rimasto il fazzoletto dell'assassino nella camera di Freddy, il quale lo aveva bruciato. Allora L'ispettore, il sergente e Casey gli dicono di dire agli altri clienti che vende un fazzoletto e di dire loro un prezzo alto: chi lo compra è l'assassino. Il piano fallisce e l'assassino ritenta invano di uccidere Freddy. L'assassino senza farsi vedere dice a Freddy di andare in certe grotte solo e col fazzoletto. Egli invece va con l'ispettore, il sergente e Casey che però si storce il piede e torna in albergo. L'assassino, coperto con impermeabile e maschera, lo lascia in una buca mentre l'acqua sta coprendolo. L'ispettore e il sergente lo salvano e, quando i tre tornano in albergo, vedono Casey caduto in una delle trappole preparate da Freddy per catturare l'assassino. Così Freddy si fissa che sia lui l'assassino, ma non è così: il sergente ha capito chi è l'assassino che, per paura, prende Freddie come ostaggio e tenta di fuggire dal balcone, ma qui un'altra trappola messa da Freddy, consistente in un martello, lo colpisce e lo fa svenire. Viene così arrestato.